# Equip All-NBA
L'equip All-NBA (All-NBA Team) és una condecoració anual atorgada per l'NBA als millors jugadors de la temporada. La votació la realitza un grup de periodistes i locutors esportius dels Estats Units i el Canadà. L'equip ha estat escollit a cada temporada de l'NBA, des de la seva inauguració el 1946. El premi consta de tres quintets compostos per un total de 15 jugadors, cinc a cada equip. Originalment es componia de dos equips, però el 1988 s'augmentà a tres.
Els jugadors reben cinc punts per cada vot al primer equip, tres punts per cada vot al segon equip i un punt per cada vot al tercer equip. Els cinc jugadors amb el nombre més gran de punts entren al primer equip, els cinc jugadors següents entren al segon equip i així successivament. En cas d'empat a la cinquena posició de qualsevol equip, el quintet s'estén a sis jugadors. Únicament s'ha produït un cas d'empat, el 1952, quan Bob Davies i Dolph Schayes empataren en vots rebuts. Des del 1946 fins al 1955, els jugadors foren seleccionats independentment de la seva posició al terreny de joc. Posteriorment, a partir del 1956 cada equip ha estat format per dos alers, un pivot i dos bases o escortes.
Kareem Abdul-Jabbar i Kobe Bryant posseeixen el rècord de más seleccions totals, amb quinze. Karl Malone, Shaquille O'Neal i Tim Duncan els segueixen amb catorze eleccions i Dolph Schayes, Bob Cousy, Jerry West i Hakeem Olajuwon, amb dotze. Malone i Bryant són els jugadors amb més inclusió al primer equip amb onze, mentre que Cousy, Bob Pettit, Elgin Baylor, West, Abdul-Jabbar, Michael Jordan i Tim Duncan els segueixen amb deu.

## Guanyadors
| ^                    | Indica que el jugador es troba en actiu                           |
| *                    | Escollit per al Basketball Hall of Fame                           |
| Jugador (X)          | Indica la quantitat de vegades que un jugador ha estat escollit   |
| Jugador (en negreta) | Indica el jugador que ha guanyat l'MVP de la Temporada aquell any |

| Temporada | Seleccions                  | Seleccions              | Seleccions                | Seleccions              | Seleccions                  | Seleccions                  |                             |
| Temporada | Primer equip                | Primer equip            | Segon equip               | Segon equip             | Tercer equip                | Tercer equip                |                             |
| Temporada | Jugadors                    | Equips                  | Jugadors                  | Equips                  | Jugadors                    | Equips                      |                             |
| --------- | --------------------------- | ----------------------- | ------------------------- | ----------------------- | --------------------------- | --------------------------- | --------------------------- |
| 1946-47   | Joe Fulks*                  | Philadelphia Warriors   | Ernie Calverley           | Providence Steamrollers | No hi va haver tercer equip | No hi va haver tercer equip | No hi va haver tercer equip |
| 1946-47   | Bob Feerick                 | Washington Capitols     | Frank Baumholtz           | Cleveland Rebels        | No hi va haver tercer equip | No hi va haver tercer equip | No hi va haver tercer equip |
| 1946-47   | Stan Miasek                 | Detroit Falcons         | Johnny Logan              | St. Louis Bombers       | No hi va haver tercer equip | No hi va haver tercer equip | No hi va haver tercer equip |
| 1946-47   | Bones McKinney              | Washington Capitols     | Chick Halbert             | Chicago Stags           | No hi va haver tercer equip | No hi va haver tercer equip | No hi va haver tercer equip |
| 1946-47   | Max Zaslofsky               | Chicago Stags           | Fred Scolari              | Washington Capitols     | No hi va haver tercer equip | No hi va haver tercer equip | No hi va haver tercer equip |
| 1947-48   | Joe Fulks* (2)              | Philadelphia Warriors   | Johnny Logan (2)          | St. Louis Bombers       | No hi va haver tercer equip | No hi va haver tercer equip | No hi va haver tercer equip |
| 1947-48   | Max Zaslofsky (2)           | Chicago Stags           | Carl Braun                | New York Knicks         | No hi va haver tercer equip | No hi va haver tercer equip | No hi va haver tercer equip |
| 1947-48   | Ed Sadowski                 | Boston Celtics          | Stan Miasek (2)           | Detroit Falcons         | No hi va haver tercer equip | No hi va haver tercer equip | No hi va haver tercer equip |
| 1947-48   | Howie Dallmar               | Philadelphia Warriors   | Fred Scolari (2)          | Washington Capitols     | No hi va haver tercer equip | No hi va haver tercer equip | No hi va haver tercer equip |
| 1947-48   | Bob Feerick (2)             | Washington Capitols     | Buddy Jeannette*          | Baltimore Bullets       | No hi va haver tercer equip | No hi va haver tercer equip | No hi va haver tercer equip |
| 1948-49   | George Mikan*               | Minneapolis Lakers      | Arnie Risen*              | Rochester Royals        | No hi va haver tercer equip | No hi va haver tercer equip | No hi va haver tercer equip |
| 1948-49   | Joe Fulks* (3)              | Philadelphia Warriors   | Bob Feerick (3)           | Washington Capitols     | No hi va haver tercer equip | No hi va haver tercer equip | No hi va haver tercer equip |
| 1948-49   | Bob Davies*                 | Rochester Royals        | Bones McKinney            | Washington Capitols     | No hi va haver tercer equip | No hi va haver tercer equip | No hi va haver tercer equip |
| 1948-49   | Max Zaslofsky (3)           | Chicago Stags           | Ken Sailors               | Providence Steamrollers | No hi va haver tercer equip | No hi va haver tercer equip | No hi va haver tercer equip |
| 1948-49   | Jim Pollard*                | Minneapolis Lakers      | Johnny Logan (3)          | St. Louis Bombers       | No hi va haver tercer equip | No hi va haver tercer equip | No hi va haver tercer equip |
| 1949-50   | George Mikan* (2)           | Minneapolis Lakers      | Frank Brian               | Anderson Packers        | No hi va haver tercer equip | No hi va haver tercer equip | No hi va haver tercer equip |
| 1949-50   | Jim Pollard* (2)            | Minneapolis Lakers      | Fred Schaus               | Fort Wayne Pistons      | No hi va haver tercer equip | No hi va haver tercer equip | No hi va haver tercer equip |
| 1949-50   | Alex Groza                  | Indianapolis Olympians  | Dolph Schayes*            | Syracuse Nationals      | No hi va haver tercer equip | No hi va haver tercer equip | No hi va haver tercer equip |
| 1949-50   | Bob Davies* (2)             | Rochester Royals        | Al Cervi*                 | Syracuse Nationals      | No hi va haver tercer equip | No hi va haver tercer equip | No hi va haver tercer equip |
| 1949-50   | Max Zaslofsky (4)           | Chicago Stags           | Ralph Beard               | Indianapolis Olympians  | No hi va haver tercer equip | No hi va haver tercer equip | No hi va haver tercer equip |
| 1950-51   | George Mikan* (3)           | Minneapolis Lakers      | Dolph Schayes* (2)        | Syracuse Nationals      | No hi va haver tercer equip | No hi va haver tercer equip | No hi va haver tercer equip |
| 1950-51   | Alex Groza (2)              | Indianapolis Olympians  | Frank Brian (2)           | Tri-Cities Blackhawks   | No hi va haver tercer equip | No hi va haver tercer equip | No hi va haver tercer equip |
| 1950-51   | Ed Macauley*                | Boston Celtics          | Vern Mikkelsen*           | Minneapolis Lakers      | No hi va haver tercer equip | No hi va haver tercer equip | No hi va haver tercer equip |
| 1950-51   | Bob Davies* (3)             | Rochester Royals        | Joe Fulks* (4)            | Philadelphia Warriors   | No hi va haver tercer equip | No hi va haver tercer equip | No hi va haver tercer equip |
| 1950-51   | Ralph Beard (2)             | Indianapolis Olympians  | Dick McGuire*             | New York Knicks         | No hi va haver tercer equip | No hi va haver tercer equip | No hi va haver tercer equip |
| 1951-52   | George Mikan* (4)           | Minneapolis Lakers      | Larry Foust               | Fort Wayne Pistons      | No hi va haver tercer equip | No hi va haver tercer equip | No hi va haver tercer equip |
| 1951-52   | Ed Macauley* (2)            | Boston Celtics          | Vern Mikkelsen* (2)       | Minneapolis Lakers      | No hi va haver tercer equip | No hi va haver tercer equip | No hi va haver tercer equip |
| 1951-52   | Paul Arizin*                | Philadelphia Warriors   | Jim Pollard* (3)          | Minneapolis Lakers      | No hi va haver tercer equip | No hi va haver tercer equip | No hi va haver tercer equip |
| 1951-52   | Bob Cousy*                  | Boston Celtics          | Bobby Wanzer*             | Rochester Royals        | No hi va haver tercer equip | No hi va haver tercer equip | No hi va haver tercer equip |
| 1951-52   | Bob Davies* (4) (empate)    | Rochester Royals        | Andy Phillip*             | Philadelphia Warriors   | No hi va haver tercer equip | No hi va haver tercer equip | No hi va haver tercer equip |
| 1951-52   | Dolph Schayes* (3) (empate) | Syracuse Nationals      | Andy Phillip*             | Philadelphia Warriors   |                             |                             |                             |
| 1952-53   | George Mikan* (5)           | Minneapolis Lakers      | Bill Sharman*             | Boston Celtics          | No hi va haver tercer equip | No hi va haver tercer equip | No hi va haver tercer equip |
| 1952-53   | Bob Cousy* (2)              | Boston Celtics          | Vern Mikkelsen* (3)       | Minneapolis Lakers      | No hi va haver tercer equip | No hi va haver tercer equip | No hi va haver tercer equip |
| 1952-53   | Neil Johnston*              | Philadelphia Warriors   | Bobby Wanzer* (2)         | Rochester Royals        | No hi va haver tercer equip | No hi va haver tercer equip | No hi va haver tercer equip |
| 1952-53   | Ed Macauley* (3)            | Boston Celtics          | Bob Davies* (5)           | Rochester Royals        | No hi va haver tercer equip | No hi va haver tercer equip | No hi va haver tercer equip |
| 1952-53   | Dolph Schayes* (4)          | Syracuse Nationals      | Andy Phillip* (2)         | Philadelphia Warriors   | No hi va haver tercer equip | No hi va haver tercer equip | No hi va haver tercer equip |
| 1953-54   | Bob Cousy* (3)              | Boston Celtics          | Ed Macauley* (4)          | Boston Celtics          | No hi va haver tercer equip | No hi va haver tercer equip | No hi va haver tercer equip |
| 1953-54   | Neil Johnston* (2)          | Philadelphia Warriors   | Jim Pollard* (4)          | Minneapolis Lakers      | No hi va haver tercer equip | No hi va haver tercer equip | No hi va haver tercer equip |
| 1953-54   | George Mikan* (6)           | Minneapolis Lakers      | Carl Braun (2)            | New York Knicks         | No hi va haver tercer equip | No hi va haver tercer equip | No hi va haver tercer equip |
| 1953-54   | Dolph Schayes* (5)          | Syracuse Nationals      | Bobby Wanzer* (3)         | Rochester Royals        | No hi va haver tercer equip | No hi va haver tercer equip | No hi va haver tercer equip |
| 1953-54   | Harry Gallatin*             | New York Knicks         | Paul Seymour              | Syracuse Nationals      | No hi va haver tercer equip | No hi va haver tercer equip | No hi va haver tercer equip |
| 1954-55   | Neil Johnston* (3)          | Philadelphia Warriors   | Vern Mikkelsen* (4)       | Minneapolis Lakers      | No hi va haver tercer equip | No hi va haver tercer equip | No hi va haver tercer equip |
| 1954-55   | Bob Cousy* (4)              | Boston Celtics          | Harry Gallatin* (2)       | New York Knicks         | No hi va haver tercer equip | No hi va haver tercer equip | No hi va haver tercer equip |
| 1954-55   | Dolph Schayes *(6)          | Syracuse Nationals      | Paul Seymour (2)          | Syracuse Nationals      | No hi va haver tercer equip | No hi va haver tercer equip | No hi va haver tercer equip |
| 1954-55   | Bob Pettit*                 | Milwaukee Hawks         | Slater Martin*            | Minneapolis Lakers      | No hi va haver tercer equip | No hi va haver tercer equip | No hi va haver tercer equip |
| 1954-55   | Larry Foust (2)             | Fort Wayne Pistons      | Bill Sharman* (2)         | Boston Celtics          | No hi va haver tercer equip | No hi va haver tercer equip | No hi va haver tercer equip |
| 1955-56   | Bob Pettit* (2)             | St. Louis Hawks         | Dolph Schayes* (7)        | Syracuse Nationals      | No hi va haver tercer equip | No hi va haver tercer equip | No hi va haver tercer equip |
| 1955-56   | Paul Arizin* (2)            | Philadelphia Warriors   | Maurice Stokes*           | Rochester Royals        | No hi va haver tercer equip | No hi va haver tercer equip | No hi va haver tercer equip |
| 1955-56   | Neil Johnston* (4)          | Philadelphia Warriors   | Clyde Lovellette*         | Minneapolis Lakers      | No hi va haver tercer equip | No hi va haver tercer equip | No hi va haver tercer equip |
| 1955-56   | Bob Cousy* (5)              | Boston Celtics          | Slater Martin* (2)        | Minneapolis Lakers      | No hi va haver tercer equip | No hi va haver tercer equip | No hi va haver tercer equip |
| 1955-56   | Bill Sharman* (3)           | Boston Celtics          | Jack George               | Philadelphia Warriors   | No hi va haver tercer equip | No hi va haver tercer equip | No hi va haver tercer equip |
| 1956-57   | Paul Arizin* (3)            | Philadelphia Warriors   | George Yardley*           | Fort Wayne Pistons      | No hi va haver tercer equip | No hi va haver tercer equip | No hi va haver tercer equip |
| 1956-57   | Dolph Schayes* (8)          | Syracuse Nationals      | Maurice Stokes* (2)       | Rochester Royals        | No hi va haver tercer equip | No hi va haver tercer equip | No hi va haver tercer equip |
| 1956-57   | Bob Pettit* (3)             | St. Louis Hawks         | Neil Johnston* (5)        | Philadelphia Warriors   | No hi va haver tercer equip | No hi va haver tercer equip | No hi va haver tercer equip |
| 1956-57   | Bob Cousy* (6)              | Boston Celtics          | Dick Garmaker             | Minneapolis Lakers      | No hi va haver tercer equip | No hi va haver tercer equip | No hi va haver tercer equip |
| 1956-57   | Bill Sharman* (4)           | Boston Celtics          | Slater Martin* (3)        | St. Louis Hawks         | No hi va haver tercer equip | No hi va haver tercer equip | No hi va haver tercer equip |
| 1957-58   | Dolph Schayes* (9)          | Syracuse Nationals      | Cliff Hagan*              | St. Louis Hawks         | No hi va haver tercer equip | No hi va haver tercer equip | No hi va haver tercer equip |
| 1957-58   | George Yardley* (2)         | Fort Wayne Pistons      | Maurice Stokes* (4)       | Cincinnati Royals       | No hi va haver tercer equip | No hi va haver tercer equip | No hi va haver tercer equip |
| 1957-58   | Bob Pettit* (4)             | St. Louis Hawks         | Bill Russell*             | Boston Celtics          | No hi va haver tercer equip | No hi va haver tercer equip | No hi va haver tercer equip |
| 1957-58   | Bob Cousy* (7)              | Boston Celtics          | Tom Gola*                 | Philadelphia Warriors   | No hi va haver tercer equip | No hi va haver tercer equip | No hi va haver tercer equip |
| 1957-58   | Bill Sharman* (5)           | Boston Celtics          | Slater Martin* (4)        | St. Louis Hawks         | No hi va haver tercer equip | No hi va haver tercer equip | No hi va haver tercer equip |
| 1958-59   | Bob Pettit* (5)             | St. Louis Hawks         | Paul Arizin (4)           | Philadelphia Warriors   | No hi va haver tercer equip | No hi va haver tercer equip | No hi va haver tercer equip |
| 1958-59   | Elgin Baylor*               | Minneapolis Lakers      | Cliff Hagan* (2)          | St. Louis Hawks         | No hi va haver tercer equip | No hi va haver tercer equip | No hi va haver tercer equip |
| 1958-59   | Bill Russell* (2)           | Boston Celtics          | Dolph Schayes* (10)       | Syracuse Nationals      | No hi va haver tercer equip | No hi va haver tercer equip | No hi va haver tercer equip |
| 1958-59   | Bob Cousy* (8)              | Boston Celtics          | Slater Martin* (5)        | St. Louis Hawks         | No hi va haver tercer equip | No hi va haver tercer equip | No hi va haver tercer equip |
| 1958-59   | Bill Sharman* (6)           | Boston Celtics          | Richie Guerin*            | New York Knicks         | No hi va haver tercer equip | No hi va haver tercer equip | No hi va haver tercer equip |
| 1959-60   | Bob Pettit* (6)             | St. Louis Hawks         | Jack Twyman*              | Cincinnati Royals       | No hi va haver tercer equip | No hi va haver tercer equip | No hi va haver tercer equip |
| 1959-60   | Elgin Baylor* (2)           | Minneapolis Lakers      | Dolph Schayes* (11)       | Syracuse Nationals      | No hi va haver tercer equip | No hi va haver tercer equip | No hi va haver tercer equip |
| 1959-60   | Wilt Chamberlain*           | Philadelphia Warriors   | Bill Russell* (3)         | Boston Celtics          | No hi va haver tercer equip | No hi va haver tercer equip | No hi va haver tercer equip |
| 1959-60   | Bob Cousy* (9)              | Boston Celtics          | Richie Guerin* (2)        | New York Knicks         | No hi va haver tercer equip | No hi va haver tercer equip | No hi va haver tercer equip |
| 1959-60   | Gene Shue                   | Detroit Pistons         | Bill Sharman* (7)         | Boston Celtics          | No hi va haver tercer equip | No hi va haver tercer equip | No hi va haver tercer equip |
| 1960-61   | Elgin Baylor* (3)           | Los Angeles Lakers      | Dolph Schayes* (12)       | Syracuse Nationals      | No hi va haver tercer equip | No hi va haver tercer equip | No hi va haver tercer equip |
| 1960-61   | Bob Pettit* (7)             | St. Louis Hawks         | Tom Heinsohn*             | Boston Celtics          | No hi va haver tercer equip | No hi va haver tercer equip | No hi va haver tercer equip |
| 1960-61   | Wilt Chamberlain* (2)       | Philadelphia Warriors   | Bill Russell* (4)         | Boston Celtics          | No hi va haver tercer equip | No hi va haver tercer equip | No hi va haver tercer equip |
| 1960-61   | Bob Cousy* (10)             | Boston Celtics          | Larry Costello            | Syracuse Nationals      | No hi va haver tercer equip | No hi va haver tercer equip | No hi va haver tercer equip |
| 1960-61   | Oscar Robertson*            | Cincinnati Royals       | Gene Shue (2)             | Detroit Pistons         | No hi va haver tercer equip | No hi va haver tercer equip | No hi va haver tercer equip |
| 1961-62   | Bob Pettit* (8)             | St. Louis Hawks         | Tom Heinsohn* (2)         | Boston Celtics          | No hi va haver tercer equip | No hi va haver tercer equip | No hi va haver tercer equip |
| 1961-62   | Elgin Baylor* (3)           | Los Angeles Lakers      | Jack Twyman* (2)          | Cincinnati Royals       | No hi va haver tercer equip | No hi va haver tercer equip | No hi va haver tercer equip |
| 1961-62   | Wilt Chamberlain* (3)       | Philadelphia Warriors   | Bill Russell* (5)         | Boston Celtics          | No hi va haver tercer equip | No hi va haver tercer equip | No hi va haver tercer equip |
| 1961-62   | Jerry West*                 | Los Angeles Lakers      | Richie Guerin* (3)        | New York Knicks         | No hi va haver tercer equip | No hi va haver tercer equip | No hi va haver tercer equip |
| 1961-62   | Oscar Robertson* (2)        | Cincinnati Royals       | Bob Cousy* (11)           | Boston Celtics          | No hi va haver tercer equip | No hi va haver tercer equip | No hi va haver tercer equip |
| 1962-63   | Elgin Baylor* (4)           | Los Angeles Lakers      | Tom Heinsohn* (3)         | Boston Celtics          | No hi va haver tercer equip | No hi va haver tercer equip | No hi va haver tercer equip |
| 1962-63   | Bob Pettit* (9)             | St. Louis Hawks         | Bailey Howell*            | Detroit Pistons         | No hi va haver tercer equip | No hi va haver tercer equip | No hi va haver tercer equip |
| 1962-63   | Bill Russell* (6)           | Boston Celtics          | Wilt Chamberlain* (4)     | San Francisco Warriors  | No hi va haver tercer equip | No hi va haver tercer equip | No hi va haver tercer equip |
| 1962-63   | Oscar Robertson* (3)        | Cincinnati Royals       | Bob Cousy* (12)           | Boston Celtics          | No hi va haver tercer equip | No hi va haver tercer equip | No hi va haver tercer equip |
| 1962-63   | Jerry West* (2)             | Los Angeles Lakers      | Hal Greer*                | Syracuse Nationals      | No hi va haver tercer equip | No hi va haver tercer equip | No hi va haver tercer equip |
| 1963-64   | Elgin Baylor* (5)           | Los Angeles Lakers      | Tom Heinsohn* (4)         | Boston Celtics          | No hi va haver tercer equip | No hi va haver tercer equip | No hi va haver tercer equip |
| 1963-64   | Bob Pettit* (10)            | St. Louis Hawks         | Jerry Lucas*              | Cincinnati Royals       | No hi va haver tercer equip | No hi va haver tercer equip | No hi va haver tercer equip |
| 1963-64   | Wilt Chamberlain* (5)       | San Francisco Warriors  | Bill Russell* (7)         | Boston Celtics          | No hi va haver tercer equip | No hi va haver tercer equip | No hi va haver tercer equip |
| 1963-64   | Oscar Robertson* (4)        | Cincinnati Royals       | John Havlicek*            | Boston Celtics          | No hi va haver tercer equip | No hi va haver tercer equip | No hi va haver tercer equip |
| 1963-64   | Jerry West* (3)             | Los Angeles Lakers      | Hal Greer* (2)            | Philadelphia 76ers      | No hi va haver tercer equip | No hi va haver tercer equip | No hi va haver tercer equip |
| 1964-65   | Elgin Baylor* (6)           | Los Angeles Lakers      | Bob Pettit* (11)          | St. Louis Hawks         | No hi va haver tercer equip | No hi va haver tercer equip | No hi va haver tercer equip |
| 1964-65   | Jerry Lucas* (2)            | Cincinnati Royals       | Gus Johnson*              | Baltimore Bullets       | No hi va haver tercer equip | No hi va haver tercer equip | No hi va haver tercer equip |
| 1964-65   | Bill Russell* (8)           | Boston Celtics          | Wilt Chamberlain* (6)     | Philadelphia 76ers      | No hi va haver tercer equip | No hi va haver tercer equip | No hi va haver tercer equip |
| 1964-65   | Oscar Robertson* (5)        | Cincinnati Royals       | Sam Jones*                | Boston Celtics          | No hi va haver tercer equip | No hi va haver tercer equip | No hi va haver tercer equip |
| 1964-65   | Jerry West* (4)             | Los Angeles Lakers      | Hal Greer* (3)            | Philadelphia 76ers      | No hi va haver tercer equip | No hi va haver tercer equip | No hi va haver tercer equip |
| 1965-66   | Rick Barry*                 | San Francisco Warriors  | John Havlicek* (2)        | Boston Celtics          | No hi va haver tercer equip | No hi va haver tercer equip | No hi va haver tercer equip |
| 1965-66   | Jerry Lucas* (3)            | Cincinnati Royals       | Gus Johnson* (2)          | Baltimore Bullets       | No hi va haver tercer equip | No hi va haver tercer equip | No hi va haver tercer equip |
| 1965-66   | Wilt Chamberlain* (7)       | Philadelphia 76ers      | Bill Russell* (9)         | Boston Celtics          | No hi va haver tercer equip | No hi va haver tercer equip | No hi va haver tercer equip |
| 1965-66   | Oscar Robertson* (6)        | Cincinnati Royals       | Sam Jones* (2)            | Boston Celtics          | No hi va haver tercer equip | No hi va haver tercer equip | No hi va haver tercer equip |
| 1965-66   | Jerry West* (5)             | Los Angeles Lakers      | Hal Greer* (4)            | Philadelphia 76ers      | No hi va haver tercer equip | No hi va haver tercer equip | No hi va haver tercer equip |
| 1966-67   | Rick Barry* (2)             | San Francisco Warriors  | Willis Reed*              | New York Knicks         | No hi va haver tercer equip | No hi va haver tercer equip | No hi va haver tercer equip |
| 1966-67   | Elgin Baylor* (7)           | Los Angeles Lakers      | Jerry Lucas* (4)          | Cincinnati Royals       | No hi va haver tercer equip | No hi va haver tercer equip | No hi va haver tercer equip |
| 1966-67   | Wilt Chamberlain* (8)       | Philadelphia 76ers      | Bill Russell* (10)        | Boston Celtics          | No hi va haver tercer equip | No hi va haver tercer equip | No hi va haver tercer equip |
| 1966-67   | Jerry West* (6)             | Los Angeles Lakers      | Hal Greer* (5)            | Philadelphia 76ers      | No hi va haver tercer equip | No hi va haver tercer equip | No hi va haver tercer equip |
| 1966-67   | Oscar Robertson* (7)        | Cincinnati Royals       | Sam Jones* (3)            | Boston Celtics          | No hi va haver tercer equip | No hi va haver tercer equip | No hi va haver tercer equip |
| 1967-68   | Elgin Baylor* (8)           | Los Angeles Lakers      | Willis Reed* (2)          | New York Knicks         | No hi va haver tercer equip | No hi va haver tercer equip | No hi va haver tercer equip |
| 1967-68   | Jerry Lucas* (5)            | Cincinnati Royals       | John Havlicek* (3)        | Boston Celtics          | No hi va haver tercer equip | No hi va haver tercer equip | No hi va haver tercer equip |
| 1967-68   | Wilt Chamberlain* (9)       | Philadelphia 76ers      | Bill Russell* (11)        | Boston Celtics          | No hi va haver tercer equip | No hi va haver tercer equip | No hi va haver tercer equip |
| 1967-68   | Dave Bing*                  | Detroit Pistons         | Hal Greer* (6)            | Philadelphia 76ers      | No hi va haver tercer equip | No hi va haver tercer equip | No hi va haver tercer equip |
| 1967-68   | Oscar Robertson* (8)        | Cincinnati Royals       | Jerry West* (7)           | Los Angeles Lakers      | No hi va haver tercer equip | No hi va haver tercer equip | No hi va haver tercer equip |
| 1968-69   | Billy Cunningham*           | Philadelphia 76ers      | John Havlicek* (4)        | Boston Celtics          | No hi va haver tercer equip | No hi va haver tercer equip | No hi va haver tercer equip |
| 1968-69   | Elgin Baylor* (9)           | Los Angeles Lakers      | Dave DeBusschere*         | New York Knicks         | No hi va haver tercer equip | No hi va haver tercer equip | No hi va haver tercer equip |
| 1968-69   | Wes Unseld*                 | Baltimore Bullets       | Willis Reed* (3)          | New York Knicks         | No hi va haver tercer equip | No hi va haver tercer equip | No hi va haver tercer equip |
| 1968-69   | Earl Monroe*                | Baltimore Bullets       | Hal Greer* (7)            | Philadelphia 76ers      | No hi va haver tercer equip | No hi va haver tercer equip | No hi va haver tercer equip |
| 1968-69   | Oscar Robertson* (9)        | Cincinnati Royals       | Jerry West* (8)           | Los Angeles Lakers      | No hi va haver tercer equip | No hi va haver tercer equip | No hi va haver tercer equip |
| 1969-70   | Billy Cunningham* (2)       | Philadelphia 76ers      | John Havlicek* (5)        | Boston Celtics          | No hi va haver tercer equip | No hi va haver tercer equip | No hi va haver tercer equip |
| 1969-70   | Connie Hawkins*             | Atlanta Hawks           | Gus Johnson* (3)          | Baltimore Bullets       | No hi va haver tercer equip | No hi va haver tercer equip | No hi va haver tercer equip |
| 1969-70   | Willis Reed* (4)            | New York Knicks         | Lew Alcindor*             | Milwaukee Bucks         | No hi va haver tercer equip | No hi va haver tercer equip | No hi va haver tercer equip |
| 1969-70   | Jerry West* (9)             | Los Angeles Lakers      | Lou Hudson                | Atlanta Hawks           | No hi va haver tercer equip | No hi va haver tercer equip | No hi va haver tercer equip |
| 1969-70   | Walt Frazier*               | New York Knicks         | Oscar Robertson* (10)     | Cincinnati Royals       | No hi va haver tercer equip | No hi va haver tercer equip | No hi va haver tercer equip |
| 1970-71   | John Havlicek* (6)          | Boston Celtics          | Gus Johnson* (4)          | Baltimore Bullets       | No hi va haver tercer equip | No hi va haver tercer equip | No hi va haver tercer equip |
| 1970-71   | Billy Cunningham* (3)       | Philadelphia 76ers      | Bob Love                  | Chicago Bulls           | No hi va haver tercer equip | No hi va haver tercer equip | No hi va haver tercer equip |
| 1970-71   | Lew Alcindor* (2)           | Milwaukee Bucks         | Willis Reed* (5)          | New York Knicks         | No hi va haver tercer equip | No hi va haver tercer equip | No hi va haver tercer equip |
| 1970-71   | Jerry West* (10)            | Los Angeles Lakers      | Walt Frazier* (2)         | New York Knicks         | No hi va haver tercer equip | No hi va haver tercer equip | No hi va haver tercer equip |
| 1970-71   | Dave Bing* (2)              | Detroit Pistons         | Oscar Robertson* (11)     | Milwaukee Bucks         | No hi va haver tercer equip | No hi va haver tercer equip | No hi va haver tercer equip |
| 1971-72   | John Havlicek* (7)          | Boston Celtics          | Bob Love (2)              | Chicago Bulls           | No hi va haver tercer equip | No hi va haver tercer equip | No hi va haver tercer equip |
| 1971-72   | Spencer Haywood             | Seattle SuperSonics     | Billy Cunningham* (4)     | Philadelphia 76ers      | No hi va haver tercer equip | No hi va haver tercer equip | No hi va haver tercer equip |
| 1971-72   | Kareem Abdul-Jabbar* (3)    | Milwaukee Bucks         | Wilt Chamberlain* (10)    | Los Angeles Lakers      | No hi va haver tercer equip | No hi va haver tercer equip | No hi va haver tercer equip |
| 1971-72   | Jerry West* (11)            | Los Angeles Lakers      | Nate Archibald*           | Cincinnati Royals       | No hi va haver tercer equip | No hi va haver tercer equip | No hi va haver tercer equip |
| 1971-72   | Walt Frazier* (3)           | New York Knicks         | Archie Clark              | Baltimore Bullets       | No hi va haver tercer equip | No hi va haver tercer equip | No hi va haver tercer equip |
| 1972-73   | John Havlicek* (8)          | Boston Celtics          | Elvin Hayes*              | Baltimore Bullets       | No hi va haver tercer equip | No hi va haver tercer equip | No hi va haver tercer equip |
| 1972-73   | Spencer Haywood (2)         | Seattle SuperSonics     | Rick Barry* (3)           | Golden State Warriors   | No hi va haver tercer equip | No hi va haver tercer equip | No hi va haver tercer equip |
| 1972-73   | Kareem Abdul-Jabbar* (4)    | Milwaukee Bucks         | Dave Cowens*              | Boston Celtics          | No hi va haver tercer equip | No hi va haver tercer equip | No hi va haver tercer equip |
| 1972-73   | Nate Archibald* (2)         | Kansas City-Omaha Kings | Walt Frazier* (4)         | New York Knicks         | No hi va haver tercer equip | No hi va haver tercer equip | No hi va haver tercer equip |
| 1972-73   | Jerry West* (12)            | Los Angeles Lakers      | Pete Maravich*            | Atlanta Hawks           | No hi va haver tercer equip | No hi va haver tercer equip | No hi va haver tercer equip |
| 1973-74   | John Havlicek* (9)          | Boston Celtics          | Elvin Hayes* (2)          | Capital Bullets         | No hi va haver tercer equip | No hi va haver tercer equip | No hi va haver tercer equip |
| 1973-74   | Rick Barry* (4)             | Golden State Warriors   | Spencer Haywood (3)       | Seattle SuperSonics     | No hi va haver tercer equip | No hi va haver tercer equip | No hi va haver tercer equip |
| 1973-74   | Kareem Abdul-Jabbar* (5)    | Milwaukee Bucks         | Bob McAdoo*               | Buffalo Braves          | No hi va haver tercer equip | No hi va haver tercer equip | No hi va haver tercer equip |
| 1973-74   | Walt Frazier* (5)           | New York Knicks         | Dave Bing* (3)            | Detroit Pistons         | No hi va haver tercer equip | No hi va haver tercer equip | No hi va haver tercer equip |
| 1973-74   | Gail Goodrich*              | Los Angeles Lakers      | Norm Van Lier             | Chicago Bulls           | No hi va haver tercer equip | No hi va haver tercer equip | No hi va haver tercer equip |
| 1974-75   | Rick Barry* (5)             | Golden State Warriors   | John Havlicek* (10)       | Boston Celtics          | No hi va haver tercer equip | No hi va haver tercer equip | No hi va haver tercer equip |
| 1974-75   | Elvin Hayes* (3)            | Washington Bullets      | Spencer Haywood (4)       | Seattle SuperSonics     | No hi va haver tercer equip | No hi va haver tercer equip | No hi va haver tercer equip |
| 1974-75   | Bob McAdoo* (2)             | Buffalo Braves          | Dave Cowens* (2)          | Boston Celtics          | No hi va haver tercer equip | No hi va haver tercer equip | No hi va haver tercer equip |
| 1974-75   | Nate Archibald* (3)         | Kansas City-Omaha Kings | Phil Chenier              | Washington Bullets      | No hi va haver tercer equip | No hi va haver tercer equip | No hi va haver tercer equip |
| 1974-75   | Walt Frazier* (6)           | New York Knicks         | Jo Jo White               | Boston Celtics          | No hi va haver tercer equip | No hi va haver tercer equip | No hi va haver tercer equip |
| 1975-76   | Rick Barry* (6)             | Golden State Warriors   | Elvin Hayes* (4)          | Washington Bullets      | No hi va haver tercer equip | No hi va haver tercer equip | No hi va haver tercer equip |
| 1975-76   | George McGinnis             | Philadelphia 76ers      | John Havlicek* (11)       | Boston Celtics          | No hi va haver tercer equip | No hi va haver tercer equip | No hi va haver tercer equip |
| 1975-76   | Kareem Abdul-Jabbar* (6)    | Los Angeles Lakers      | Dave Cowens* (3)          | Boston Celtics          | No hi va haver tercer equip | No hi va haver tercer equip | No hi va haver tercer equip |
| 1975-76   | Nate Archibald* (4)         | Kansas City Kings       | Randy Smith               | Buffalo Braves          | No hi va haver tercer equip | No hi va haver tercer equip | No hi va haver tercer equip |
| 1975-76   | Pete Maravich* (2)          | New Orleans Jazz        | Phil Smith                | Golden State Warriors   | No hi va haver tercer equip | No hi va haver tercer equip | No hi va haver tercer equip |
| 1976-77   | Elvin Hayes* (5)            | Washington Bullets      | Julius Erving*            | Philadelphia 76ers      | No hi va haver tercer equip | No hi va haver tercer equip | No hi va haver tercer equip |
| 1976-77   | David Thompson*             | Denver Nuggets          | George McGinnis (2)       | Philadelphia 76ers      | No hi va haver tercer equip | No hi va haver tercer equip | No hi va haver tercer equip |
| 1976-77   | Kareem Abdul-Jabbar* (7)    | Los Angeles Lakers      | Bill Walton*              | Portland Trail Blazers  | No hi va haver tercer equip | No hi va haver tercer equip | No hi va haver tercer equip |
| 1976-77   | Pete Maravich* (3)          | New Orleans Jazz        | George Gervin*            | San Antonio Spurs       | No hi va haver tercer equip | No hi va haver tercer equip | No hi va haver tercer equip |
| 1976-77   | Paul Westphal               | Phoenix Suns            | Jo Jo White (2)           | Boston Celtics          | No hi va haver tercer equip | No hi va haver tercer equip | No hi va haver tercer equip |
| 1977-78   | Truck Robinson              | New Orleans Jazz        | Walter Davis              | Phoenix Suns            | No hi va haver tercer equip | No hi va haver tercer equip | No hi va haver tercer equip |
| 1977-78   | Julius Erving* (2)          | Philadelphia 76ers      | Maurice Lucas             | Portland Trail Blazers  | No hi va haver tercer equip | No hi va haver tercer equip | No hi va haver tercer equip |
| 1977-78   | Bill Walton* (2)            | Portland Trail Blazers  | Kareem Abdul-Jabbar* (8)  | Los Angeles Lakers      | No hi va haver tercer equip | No hi va haver tercer equip | No hi va haver tercer equip |
| 1977-78   | George Gervin* (2)          | San Antonio Spurs       | Paul Westphal (2)         | Phoenix Suns            | No hi va haver tercer equip | No hi va haver tercer equip | No hi va haver tercer equip |
| 1977-78   | David Thompson* (2)         | Denver Nuggets          | Pete Maravich* (3)        | New Orleans Jazz        | No hi va haver tercer equip | No hi va haver tercer equip | No hi va haver tercer equip |
| 1978-79   | Marques Johnson             | Milwaukee Bucks         | Walter Davis (2)          | Phoenix Suns            | No hi va haver tercer equip | No hi va haver tercer equip | No hi va haver tercer equip |
| 1978-79   | Elvin Hayes* (6)            | Washington Bullets      | Bobby Dandridge           | Washington Bullets      | No hi va haver tercer equip | No hi va haver tercer equip | No hi va haver tercer equip |
| 1978-79   | Moses Malone*               | Houston Rockets         | Kareem Abdul-Jabbar* (9)  | Los Angeles Lakers      | No hi va haver tercer equip | No hi va haver tercer equip | No hi va haver tercer equip |
| 1978-79   | George Gervin* (3)          | San Antonio Spurs       | Lloyd Free                | San Diego Clippers      | No hi va haver tercer equip | No hi va haver tercer equip | No hi va haver tercer equip |
| 1978-79   | Paul Westphal (3)           | Phoenix Suns            | Phil Ford                 | Kansas City Kings       | No hi va haver tercer equip | No hi va haver tercer equip | No hi va haver tercer equip |
| 1979-80   | Julius Erving* (3)          | Philadelphia 76ers      | Dan Roundfield            | Atlanta Hawks           | No hi va haver tercer equip | No hi va haver tercer equip | No hi va haver tercer equip |
| 1979-80   | Larry Bird*                 | Boston Celtics          | Marques Johnson (2)       | Milwaukee Bucks         | No hi va haver tercer equip | No hi va haver tercer equip | No hi va haver tercer equip |
| 1979-80   | Kareem Abdul-Jabbar* (10)   | Los Angeles Lakers      | Moses Malone* (2)         | Houston Rockets         | No hi va haver tercer equip | No hi va haver tercer equip | No hi va haver tercer equip |
| 1979-80   | George Gervin* (4)          | San Antonio Spurs       | Dennis Johnson*           | Seattle SuperSonics     | No hi va haver tercer equip | No hi va haver tercer equip | No hi va haver tercer equip |
| 1979-80   | Paul Westphal (4)           | Phoenix Suns            | Gus Williams              | Seattle SuperSonics     | No hi va haver tercer equip | No hi va haver tercer equip | No hi va haver tercer equip |
| 1980-81   | Julius Erving* (4)          | Philadelphia 76ers      | Marques Johnson (3)       | Milwaukee Bucks         | No hi va haver tercer equip | No hi va haver tercer equip | No hi va haver tercer equip |
| 1980-81   | Larry Bird* (2)             | Boston Celtics          | Adrian Dantley*           | Utah Jazz               | No hi va haver tercer equip | No hi va haver tercer equip | No hi va haver tercer equip |
| 1980-81   | Kareem Abdul-Jabbar* (11)   | Los Angeles Lakers      | Moses Malone* (3)         | Houston Rockets         | No hi va haver tercer equip | No hi va haver tercer equip | No hi va haver tercer equip |
| 1980-81   | George Gervin* (5)          | San Antonio Spurs       | Otis Birdsong             | Kansas City Kings       | No hi va haver tercer equip | No hi va haver tercer equip | No hi va haver tercer equip |
| 1980-81   | Dennis Johnson* (2)         | Phoenix Suns            | Nate Archibald* (5)       | Boston Celtics          | No hi va haver tercer equip | No hi va haver tercer equip | No hi va haver tercer equip |
| 1981-82   | Larry Bird* (3)             | Boston Celtics          | Alex English*             | Denver Nuggets          | No hi va haver tercer equip | No hi va haver tercer equip | No hi va haver tercer equip |
| 1981-82   | Julius Erving* (5)          | Philadelphia 76ers      | Bernard King*             | Golden State Warriors   | No hi va haver tercer equip | No hi va haver tercer equip | No hi va haver tercer equip |
| 1981-82   | Moses Malone* (4)           | Houston Rockets         | Robert Parish*            | Boston Celtics          | No hi va haver tercer equip | No hi va haver tercer equip | No hi va haver tercer equip |
| 1981-82   | George Gervin* (6)          | San Antonio Spurs       | Magic Johnson*            | Los Angeles Lakers      | No hi va haver tercer equip | No hi va haver tercer equip | No hi va haver tercer equip |
| 1981-82   | Gus Williams (2)            | Seattle SuperSonics     | Sidney Moncrief           | Milwaukee Bucks         | No hi va haver tercer equip | No hi va haver tercer equip | No hi va haver tercer equip |
| 1982-83   | Larry Bird* (4)             | Boston Celtics          | Alex English* (2)         | Denver Nuggets          | No hi va haver tercer equip | No hi va haver tercer equip | No hi va haver tercer equip |
| 1982-83   | Julius Erving* (6)          | Philadelphia 76ers      | Buck Williams             | New Jersey Nets         | No hi va haver tercer equip | No hi va haver tercer equip | No hi va haver tercer equip |
| 1982-83   | Moses Malone* (5)           | Houston Rockets         | Kareem Abdul-Jabbar* (12) | Los Angeles Lakers      | No hi va haver tercer equip | No hi va haver tercer equip | No hi va haver tercer equip |
| 1982-83   | Magic Johnson* (2)          | Los Angeles Lakers      | George Gervin* (7)        | San Antonio Spurs       | No hi va haver tercer equip | No hi va haver tercer equip | No hi va haver tercer equip |
| 1982-83   | Sidney Moncrief (2)         | Milwaukee Bucks         | Isiah Thomas*             | Detroit Pistons         | No hi va haver tercer equip | No hi va haver tercer equip | No hi va haver tercer equip |
| 1983-84   | Larry Bird* (5)             | Boston Celtics          | Adrian Dantley* (2)       | Utah Jazz               | No hi va haver tercer equip | No hi va haver tercer equip | No hi va haver tercer equip |
| 1983-84   | Bernard King* (2)           | New York Knicks         | Julius Erving* (7)        | Philadelphia 76ers      | No hi va haver tercer equip | No hi va haver tercer equip | No hi va haver tercer equip |
| 1983-84   | Kareem Abdul-Jabbar* (13)   | Los Angeles Lakers      | Moses Malone* (6)         | Houston Rockets         | No hi va haver tercer equip | No hi va haver tercer equip | No hi va haver tercer equip |
| 1983-84   | Magic Johnson* (3)          | Los Angeles Lakers      | Sidney Moncrief (3)       | Milwaukee Bucks         | No hi va haver tercer equip | No hi va haver tercer equip | No hi va haver tercer equip |
| 1983-84   | Isiah Thomas* (2)           | Detroit Pistons         | Jim Paxson                | Portland Trail Blazers  | No hi va haver tercer equip | No hi va haver tercer equip | No hi va haver tercer equip |
| 1984-85   | Larry Bird* (6)             | Boston Celtics          | Terry Cummings            | Milwaukee Bucks         | No hi va haver tercer equip | No hi va haver tercer equip | No hi va haver tercer equip |
| 1984-85   | Bernard King* (3)           | New York Knicks         | Ralph Sampson*            | Houston Rockets         | No hi va haver tercer equip | No hi va haver tercer equip | No hi va haver tercer equip |
| 1984-85   | Moses Malone* (7)           | Houston Rockets         | Kareem Abdul-Jabbar* (14) | Los Angeles Lakers      | No hi va haver tercer equip | No hi va haver tercer equip | No hi va haver tercer equip |
| 1984-85   | Magic Johnson* (4)          | Los Angeles Lakers      | Michael Jordan*           | Chicago Bulls           | No hi va haver tercer equip | No hi va haver tercer equip | No hi va haver tercer equip |
| 1984-85   | Isiah Thomas* (3)           | Detroit Pistons         | Sidney Moncrief (4)       | Milwaukee Bucks         | No hi va haver tercer equip | No hi va haver tercer equip | No hi va haver tercer equip |
| 1985-86   | Larry Bird* (7)             | Boston Celtics          | Charles Barkley*          | Philadelphia 76ers      | No hi va haver tercer equip | No hi va haver tercer equip | No hi va haver tercer equip |
| 1985-86   | Dominique Wilkins*          | Atlanta Hawks           | Alex English* (3)         | Denver Nuggets          | No hi va haver tercer equip | No hi va haver tercer equip | No hi va haver tercer equip |
| 1985-86   | Kareem Abdul-Jabbar* (15)   | Los Angeles Lakers      | Akeem Olajuwon*           | Houston Rockets         | No hi va haver tercer equip | No hi va haver tercer equip | No hi va haver tercer equip |
| 1985-86   | Magic Johnson* (5)          | Los Angeles Lakers      | Sidney Moncrief (5)       | Milwaukee Bucks         | No hi va haver tercer equip | No hi va haver tercer equip | No hi va haver tercer equip |
| 1985-86   | Isiah Thomas* (4)           | Detroit Pistons         | Alvin Robertson           | San Antonio Spurs       | No hi va haver tercer equip | No hi va haver tercer equip | No hi va haver tercer equip |
| 1986-87   | Larry Bird* (8)             | Boston Celtics          | Dominique Wilkins* (2)    | Atlanta Hawks           | No hi va haver tercer equip | No hi va haver tercer equip | No hi va haver tercer equip |
| 1986-87   | Kevin McHale*               | Boston Celtics          | Charles Barkley* (2)      | Philadelphia 76ers      | No hi va haver tercer equip | No hi va haver tercer equip | No hi va haver tercer equip |
| 1986-87   | Akeem Olajuwon* (2)         | Houston Rockets         | Moses Malone* (8)         | Washington Bullets      | No hi va haver tercer equip | No hi va haver tercer equip | No hi va haver tercer equip |
| 1986-87   | Magic Johnson* (5)          | Los Angeles Lakers      | Isiah Thomas* (5)         | Detroit Pistons         | No hi va haver tercer equip | No hi va haver tercer equip | No hi va haver tercer equip |
| 1986-87   | Michael Jordan* (2)         | Chicago Bulls           | Lafayette Lever           | Denver Nuggets          | No hi va haver tercer equip | No hi va haver tercer equip | No hi va haver tercer equip |
| 1987-88   | Larry Bird* (9)             | Boston Celtics          | Karl Malone*              | Utah Jazz               | No hi va haver tercer equip | No hi va haver tercer equip | No hi va haver tercer equip |
| 1987-88   | Charles Barkley* (3)        | Philadelphia 76ers      | Dominique Wilkins* (3)    | Atlanta Hawks           | No hi va haver tercer equip | No hi va haver tercer equip | No hi va haver tercer equip |
| 1987-88   | Akeem Olajuwon* (3)         | Houston Rockets         | Patrick Ewing*            | New York Knicks         | No hi va haver tercer equip | No hi va haver tercer equip | No hi va haver tercer equip |
| 1987-88   | Michael Jordan* (3)         | Chicago Bulls           | Clyde Drexler*            | Portland Trail Blazers  | No hi va haver tercer equip | No hi va haver tercer equip | No hi va haver tercer equip |
| 1987-88   | Magic Johnson* (6)          | Los Angeles Lakers      | John Stockton*            | Utah Jazz               | No hi va haver tercer equip | No hi va haver tercer equip | No hi va haver tercer equip |
| 1988-89   | Karl Malone* (2)            | Utah Jazz               | Tom Chambers              | Phoenix Suns            | Dominique Wilkins* (4)      | Atlanta Hawks               |                             |
| 1988-89   | Charles Barkley* (4)        | Philadelphia 76ers      | Chris Mullin*             | Golden State Warriors   | Terry Cummings (2)          | Milwaukee Bucks             |                             |
| 1988-89   | Akeem Olajuwon* (4)         | Houston Rockets         | Patrick Ewing* (2)        | New York Knicks         | Robert Parish* (2)          | Boston Celtics              |                             |
| 1988-89   | Michael Jordan* (4)         | Chicago Bulls           | John Stockton* (2)        | Utah Jazz               | Dale Ellis                  | Seattle SuperSonics         |                             |
| 1988-89   | Magic Johnson* (7)          | Los Angeles Lakers      | Kevin Johnson             | Phoenix Suns            | Mark Price                  | Cleveland Cavaliers         |                             |
| 1989-90   | Karl Malone* (3)            | Utah Jazz               | Larry Bird* (10)          | Boston Celtics          | James Worthy*               | Los Angeles Lakers          |                             |
| 1989-90   | Charles Barkley* (5)        | Philadelphia 76ers      | Tom Chambers (2)          | Phoenix Suns            | Chris Mullin* (2)           | Golden State Warriors       |                             |
| 1989-90   | Patrick Ewing* (3)          | New York Knicks         | Akeem Olajuwon* (5)       | Houston Rockets         | David Robinson*             | San Antonio Spurs           |                             |
| 1989-90   | Magic Johnson* (8)          | Los Angeles Lakers      | John Stockton* (3)        | Utah Jazz               | Clyde Drexler* (2)          | Portland Trail Blazers      |                             |
| 1989-90   | Michael Jordan* (5)         | Chicago Bulls           | Kevin Johnson (2)         | Phoenix Suns            | Joe Dumars*                 | Detroit Pistons             |                             |
| 1990-91   | Karl Malone* (4)            | Utah Jazz               | Dominique Wilkins* (5)    | Atlanta Hawks           | James Worthy* (2)           | Los Angeles Lakers          |                             |
| 1990-91   | Charles Barkley* (6)        | Philadelphia 76ers      | Chris Mullin* (3)         | Golden State Warriors   | Bernard King* (4)           | Washington Bullets          |                             |
| 1990-91   | David Robinson* (2)         | San Antonio Spurs       | Patrick Ewing* (4)        | New York Knicks         | Hakeem Olajuwon* (6)        | Houston Rockets             |                             |
| 1990-91   | Michael Jordan* (6)         | Chicago Bulls           | Kevin Johnson (3)         | Phoenix Suns            | John Stockton* (4)          | Utah Jazz                   |                             |
| 1990-91   | Magic Johnson* (9)          | Los Angeles Lakers      | Clyde Drexler* (3)        | Portland Trail Blazers  | Joe Dumars* (2)             | Detroit Pistons             |                             |
| 1991-92   | Karl Malone* (5)            | Utah Jazz               | Scottie Pippen*           | Chicago Bulls           | Dennis Rodman*              | Detroit Pistons             |                             |
| 1991-92   | Chris Mullin* (4)           | Golden State Warriors   | Charles Barkley* (7)      | Philadelphia 76ers      | Kevin Willis                | Atlanta Hawks               |                             |
| 1991-92   | David Robinson* (3)         | San Antonio Spurs       | Patrick Ewing* (5)        | New York Knicks         | Brad Daugherty              | Cleveland Cavaliers         |                             |
| 1991-92   | Michael Jordan* (7)         | Chicago Bulls           | Tim Hardaway              | Golden State Warriors   | Mark Price (2)              | Cleveland Cavaliers         |                             |
| 1991-92   | Clyde Drexler* (4)          | Portland Trail Blazers  | John Stockton* (5)        | Utah Jazz               | Kevin Johnson (4)           | Phoenix Suns                |                             |
| 1992-93   | Charles Barkley* (8)        | Phoenix Suns            | Dominique Wilkins* (6)    | Atlanta Hawks           | Scottie Pippen* (2)         | Chicago Bulls               |                             |
| 1992-93   | Karl Malone* (6)            | Utah Jazz               | Larry Johnson             | Charlotte Hornets       | Derrick Coleman             | New Jersey Nets             |                             |
| 1992-93   | Hakeem Olajuwon* (7)        | Houston Rockets         | Patrick Ewing* (6)        | New York Knicks         | David Robinson* (4)         | San Antonio Spurs           |                             |
| 1992-93   | Michael Jordan* (8)         | Chicago Bulls           | John Stockton* (6)        | Utah Jazz               | Tim Hardaway (2)            | Golden State Warriors       |                             |
| 1992-93   | Mark Price (3)              | Cleveland Cavaliers     | Joe Dumars* (3)           | Detroit Pistons         | Dražen Petrović*            | New Jersey Nets             |                             |
| 1993-94   | Scottie Pippen* (3)         | Chicago Bulls           | Shawn Kemp                | Seattle SuperSonics     | Derrick Coleman (2)         | New Jersey Nets             |                             |
| 1993-94   | Karl Malone* (7)            | Utah Jazz               | Charles Barkley* (9)      | Phoenix Suns            | Dominique Wilkins* (7)      | Los Angeles Clippers        |                             |
| 1993-94   | Hakeem Olajuwon* (8)        | Houston Rockets         | David Robinson* (5)       | San Antonio Spurs       | Shaquille O'Neal            | Orlando Magic               |                             |
| 1993-94   | John Stockton* (7)          | Utah Jazz               | Mitch Richmond            | Sacramento Kings        | Mark Price (4)              | Cleveland Cavaliers         |                             |
| 1993-94   | Latrell Sprewell            | Golden State Warriors   | Kevin Johnson (5)         | Phoenix Suns            | Gary Payton*                | Seattle SuperSonics         |                             |
| 1994-95   | Karl Malone* (8)            | Utah Jazz               | Charles Barkley* (10)     | Phoenix Suns            | Detlef Schrempf             | Seattle SuperSonics         |                             |
| 1994-95   | Scottie Pippen* (4)         | Chicago Bulls           | Shawn Kemp (2)            | Seattle SuperSonics     | Dennis Rodman* (2)          | San Antonio Spurs           |                             |
| 1994-95   | David Robinson* (6)         | San Antonio Spurs       | Shaquille O'Neal (2)      | Orlando Magic           | Hakeem Olajuwon* (9)        | Houston Rockets             |                             |
| 1994-95   | John Stockton* (8)          | Utah Jazz               | Gary Payton* (2)          | Seattle SuperSonics     | Reggie Miller*              | Indiana Pacers              |                             |
| 1994-95   | Penny Hardaway              | Orlando Magic           | Mitch Richmond (2)        | Sacramento Kings        | Clyde Drexler* (5)          | Houston Rockets             |                             |
| 1995-96   | Scottie Pippen* (5)         | Chicago Bulls           | Shawn Kemp (3)            | Seattle SuperSonics     | Charles Barkley* (11)       | Phoenix Suns                |                             |
| 1995-96   | Karl Malone* (9)            | Utah Jazz               | Grant Hill                | Detroit Pistons         | Juwan Howard                | Washington Bullets          |                             |
| 1995-96   | David Robinson* (7)         | San Antonio Spurs       | Hakeem Olajuwon* (10)     | Houston Rockets         | Shaquille O'Neal (3)        | Orlando Magic               |                             |
| 1995-96   | Michael Jordan* (9)         | Chicago Bulls           | Gary Payton* (3)          | Seattle SuperSonics     | Mitch Richmond (3)          | Sacramento Kings            |                             |
| 1995-96   | Penny Hardaway (2)          | Orlando Magic           | John Stockton* (9)        | Utah Jazz               | Reggie Miller* (2)          | Indiana Pacers              |                             |
| 1996-97   | Karl Malone* (10)           | Utah Jazz               | Scottie Pippen* (6)       | Chicago Bulls           | Anthony Mason               | Phoenix Suns                |                             |
| 1996-97   | Grant Hill (2)              | Detroit Pistons         | Glen Rice                 | Charlotte Hornets       | Vin Baker                   | Milwaukee Bucks             |                             |
| 1996-97   | Hakeem Olajuwon* (11)       | Houston Rockets         | Patrick Ewing* (7)        | New York Knicks         | Shaquille O'Neal (4)        | Los Angeles Lakers          |                             |
| 1996-97   | Michael Jordan* (10)        | Chicago Bulls           | Gary Payton* (4)          | Seattle SuperSonics     | John Stockton* (10)         | Utah Jazz                   |                             |
| 1996-97   | Tim Hardaway (3)            | Miami Heat              | Mitch Richmond (4)        | Sacramento Kings        | Penny Hardaway (3)          | Orlando Magic               |                             |
| 1997-98   | Karl Malone* (11)           | Utah Jazz               | Grant Hill (3)            | Detroit Pistons         | Scottie Pippen* (7)         | Chicago Bulls               |                             |
| 1997-98   | Tim Duncan^                 | San Antonio Spurs       | Vin Baker (2)             | Milwaukee Bucks         | Glen Rice (2)               | Charlotte Hornets           |                             |
| 1997-98   | Shaquille O'Neal (5)        | Los Angeles Lakers      | David Robinson* (8)       | San Antonio Spurs       | Dikembe Mutombo             | Atlanta Hawks               |                             |
| 1997-98   | Michael Jordan* (11)        | Chicago Bulls           | Tim Hardaway (4)          | Miami Heat              | Mitch Richmond (5)          | Sacramento Kings            |                             |
| 1997-98   | Gary Payton* (5)            | Seattle SuperSonics     | Rod Strickland            | Washington Bullets      | Reggie Miller* (3)          | Indiana Pacers              |                             |
| 1998-99   | Karl Malone* (12)           | Utah Jazz               | Chris Webber              | Sacramento Kings        | Kevin Garnett^              | Minnesota Timberwolves      |                             |
| 1998-99   | Tim Duncan^ (2)             | San Antonio Spurs       | Grant Hill (4)            | Detroit Pistons         | Antonio McDyess             | Denver Nuggets              |                             |
| 1998-99   | Alonzo Mourning             | Miami Heat              | Shaquille O'Neal (6)      | Los Angeles Lakers      | Hakeem Olajuwon* (12)       | Houston Rockets             |                             |
| 1998-99   | Allen Iverson               | Philadelphia 76ers      | Gary Payton* (6)          | Seattle SuperSonics     | Kobe Bryant^                | Los Angeles Lakers          |                             |
| 1998-99   | Jason Kidd                  | Phoenix Suns            | Tim Hardaway (5)          | Miami Heat              | John Stockton* (11)         | Utah Jazz                   |                             |
| 1999-00   | Tim Duncan^ (3)             | San Antonio Spurs       | Karl Malone* (13)         | Utah Jazz               | Chris Webber (2)            | Sacramento Kings            |                             |
| 1999-00   | Kevin Garnett^ (2)          | Minnesota Timberwolves  | Grant Hill (5)            | Detroit Pistons         | Vince Carter^               | Toronto Raptors             |                             |
| 1999-00   | Shaquille O'Neal (7)        | Los Angeles Lakers      | Alonzo Mourning (2)       | Miami Heat              | David Robinson* (9)         | San Antonio Spurs           |                             |
| 1999-00   | Jason Kidd (2)              | Phoenix Suns            | Allen Iverson (2)         | Philadelphia 76ers      | Eddie Jones                 | Charlotte Hornets           |                             |
| 1999-00   | Gary Payton* (7)            | Seattle SuperSonics     | Kobe Bryant^ (2)          | Los Angeles Lakers      | Stephon Marbury             | New Jersey Nets             |                             |
| 2000-01   | Tim Duncan^ (4)             | San Antonio Spurs       | Kevin Garnett^ (3)        | Minnesota Timberwolves  | Karl Malone* (14)           | Utah Jazz                   |                             |
| 2000-01   | Chris Webber (3)            | Sacramento Kings        | Vince Carter^ (2)         | Toronto Raptors         | Dirk Nowitzki^              | Dallas Mavericks            |                             |
| 2000-01   | Shaquille O'Neal (8)        | Los Angeles Lakers      | Dikembe Mutombo (2)       | Philadelphia 76ers      | David Robinson* (10)        | San Antonio Spurs           |                             |
| 2000-01   | Allen Iverson (3)           | Philadelphia 76ers      | Kobe Bryant^ (3)          | Los Angeles Lakers      | Gary Payton* (8)            | Seattle SuperSonics         |                             |
| 2000-01   | Jason Kidd (3)              | Phoenix Suns            | Tracy McGrady             | Orlando Magic           | Ray Allen^                  | Milwaukee Bucks             |                             |
| 2001-02   | Tim Duncan^ (5)             | San Antonio Spurs       | Kevin Garnett^ (4)        | Minnesota Timberwolves  | Ben Wallace                 | Detroit Pistons             |                             |
| 2001-02   | Tracy McGrady (2)           | Orlando Magic           | Chris Webber (4)          | Sacramento Kings        | Jermaine O'Neal^            | Indiana Pacers              |                             |
| 2001-02   | Shaquille O'Neal (9)        | Los Angeles Lakers      | Dirk Nowitzki^ (2)        | Dallas Mavericks        | Dikembe Mutombo (3)         | Philadelphia 76ers          |                             |
| 2001-02   | Jason Kidd (4)              | New Jersey Nets         | Gary Payton* (9)          | Seattle SuperSonics     | Paul Pierce^                | Boston Celtics              |                             |
| 2001-02   | Kobe Bryant^ (4)            | Los Angeles Lakers      | Allen Iverson (4)         | Philadelphia 76ers      | Steve Nash^                 | Dallas Mavericks            |                             |
| 2002-03   | Tim Duncan^ (6)             | San Antonio Spurs       | Dirk Nowitzki^ (3)        | Dallas Mavericks        | Paul Pierce^ (2)            | Boston Celtics              |                             |
| 2002-03   | Kevin Garnett^ (5)          | Minnesota Timberwolves  | Chris Webber (5)          | Sacramento Kings        | Jamal Mashburn              | New Orleans Hornets         |                             |
| 2002-03   | Shaquille O'Neal (10)       | Los Angeles Lakers      | Ben Wallace (2)           | Detroit Pistons         | Jermaine O'Neal^ (2)        | Indiana Pacers              |                             |
| 2002-03   | Kobe Bryant^ (5)            | Los Angeles Lakers      | Jason Kidd (5)            | New Jersey Nets         | Stephon Marbury (2)         | Phoenix Suns                |                             |
| 2002-03   | Tracy McGrady (3)           | Orlando Magic           | Allen Iverson (5)         | Philadelphia 76ers      | Steve Nash^ (2)             | Dallas Mavericks            |                             |
| 2003-04   | Kevin Garnett^ (6)          | Minnesota Timberwolves  | Jermaine O'Neal^ (3)      | Indiana Pacers          | Dirk Nowitzki^ (4)          | Dallas Mavericks            |                             |
| 2003-04   | Tim Duncan^ (7)             | San Antonio Spurs       | Peja Stojaković^          | Sacramento Kings        | Ron Artest^                 | Indiana Pacers              |                             |
| 2003-04   | Shaquille O'Neal (11)       | Los Angeles Lakers      | Ben Wallace (3)           | Detroit Pistons         | Yao Ming                    | Houston Rockets             |                             |
| 2003-04   | Kobe Bryant^ (6)            | Los Angeles Lakers      | Sam Cassell               | Minnesota Timberwolves  | Michael Redd                | Milwaukee Bucks             |                             |
| 2003-04   | Jason Kidd (6)              | New Jersey Nets         | Tracy McGrady (4)         | Orlando Magic           | Baron Davis                 | New Orleans Hornets         |                             |
| 2004-05   | Tim Duncan^ (8)             | San Antonio Spurs       | LeBron James^             | Cleveland Cavaliers     | Tracy McGrady (5)           | Houston Rockets             |                             |
| 2004-05   | Dirk Nowitzki^ (5)          | Dallas Mavericks        | Kevin Garnett^ (7)        | Minnesota Timberwolves  | Shawn Marion^               | Phoenix Suns                |                             |
| 2004-05   | Shaquille O'Neal (12)       | Miami Heat              | Amare Stoudemire^         | Phoenix Suns            | Ben Wallace (4)             | Detroit Pistons             |                             |
| 2004-05   | Allen Iverson (6)           | Philadelphia 76ers      | Dwyane Wade^              | Miami Heat              | Kobe Bryant^ (7)            | Los Angeles Lakers          |                             |
| 2004-05   | Steve Nash^ (3)             | Phoenix Suns            | Ray Allen^                | Seattle SuperSonics     | Gilbert Arenas              | Washington Wizards          |                             |
| 2005-06   | LeBron James^ (2)           | Cleveland Cavaliers     | Elton Brand^              | Los Angeles Clippers    | Shawn Marion^ (2)           | Phoenix Suns                |                             |
| 2005-06   | Dirk Nowitzki^ (6)          | Dallas Mavericks        | Tim Duncan^ (9)           | San Antonio Spurs       | Carmelo Anthony^            | Denver Nuggets              |                             |
| 2005-06   | Shaquille O'Neal (13)       | Miami Heat              | Ben Wallace (5)           | Detroit Pistons         | Yao Ming (2)                | Houston Rockets             |                             |
| 2005-06   | Kobe Bryant^ (8)            | Los Angeles Lakers      | Chauncey Billups^         | Detroit Pistons         | Allen Iverson (7)           | Philadelphia 76ers          |                             |
| 2005-06   | Steve Nash^ (4)             | Phoenix Suns            | Dwyane Wade^ (2)          | Miami Heat              | Gilbert Arenas (2)          | Washington Wizards          |                             |
| 2006-07   | Dirk Nowitzki^ (7)          | Dallas Mavericks        | LeBron James^ (3)         | Cleveland Cavaliers     | Kevin Garnett^ (8)          | Minnesota Timberwolves      |                             |
| 2006-07   | Tim Duncan^ (10)            | San Antonio Spurs       | Chris Bosh^               | Toronto Raptors         | Carmelo Anthony^ (2)        | Denver Nuggets              |                             |
| 2006-07   | Amare Stoudemire^ (2)       | Phoenix Suns            | Yao Ming (3)              | Houston Rockets         | Dwight Howard^              | Orlando Magic               |                             |
| 2006-07   | Steve Nash^ (5)             | Phoenix Suns            | Gilbert Arenas (3)        | Washington Wizards      | Dwyane Wade^ (3)            | Miami Heat                  |                             |
| 2006-07   | Kobe Bryant^ (9)            | Los Angeles Lakers      | Tracy McGrady (6)         | Houston Rockets         | Chauncey Billups^ (2)       | Detroit Pistons             |                             |
| 2007-08   | Kevin Garnett^ (9)          | Boston Celtics          | Dirk Nowitzki^ (8)        | Dallas Mavericks        | Carlos Boozer^              | Utah Jazz                   |                             |
| 2007-08   | LeBron James^ (4)           | Cleveland Cavaliers     | Tim Duncan^ (11)          | San Antonio Spurs       | Paul Pierce^ (3)            | Boston Celtics              |                             |
| 2007-08   | Dwight Howard^ (2)          | Orlando Magic           | Amare Stoudemire^ (3)     | Phoenix Suns            | Yao Ming (4)                | Houston Rockets             |                             |
| 2007-08   | Kobe Bryant^ (10)           | Los Angeles Lakers      | Steve Nash^ (6)           | Phoenix Suns            | Tracy McGrady (7)           | Houston Rockets             |                             |
| 2007-08   | Chris Paul^                 | New Orleans Hornets     | Deron Williams^           | Utah Jazz               | Manu Ginóbili^              | San Antonio Spurs           |                             |
| 2008-09   | LeBron James^ (5)           | Cleveland Cavaliers     | Tim Duncan^ (12)          | San Antonio Spurs       | Carmelo Anthony^ (3)        | Denver Nuggets              |                             |
| 2008-09   | Dirk Nowitzki^ (9)          | Dallas Mavericks        | Paul Pierce^ (4)          | Boston Celtics          | Pau Gasol^                  | Los Angeles Lakers          |                             |
| 2008-09   | Dwight Howard^ (3)          | Orlando Magic           | Yao Ming (5)              | Houston Rockets         | Shaquille O'Neal (14)       | Phoenix Suns                |                             |
| 2008-09   | Kobe Bryant^ (11)           | Los Angeles Lakers      | Brandon Roy               | Portland Trail Blazers  | Chauncey Billups^ (3)       | Denver Nuggets              |                             |
| 2008-09   | Dwyane Wade^ (4)            | Miami Heat              | Chris Paul^ (2)           | New Orleans Hornets     | Tony Parker^                | San Antonio Spurs           |                             |
| 2009-10   | LeBron James^ (6)           | Cleveland Cavaliers     | Dirk Nowitzki^ (10)       | Dallas Mavericks        | Brandon Roy (2)             | Portland Trail Blazers      |                             |
| 2009-10   | Kevin Durant^               | Oklahoma City Thunder   | Steve Nash^ (7)           | Phoenix Suns            | Pau Gasol^ (2)              | Los Angeles Lakers          |                             |
| 2009-10   | Dwight Howard^ (4)          | Orlando Magic           | Amar'e Stoudemire^ (4)    | Phoenix Suns            | Andrew Bogut^               | Milwaukee Bucks             |                             |
| 2009-10   | Kobe Bryant^ (12)           | Los Angeles Lakers      | Carmelo Anthony^ (4)      | Denver Nuggets          | Tim Duncan^ (13)            | San Antonio Spurs           |                             |
| 2009-10   | Dwyane Wade^ (5)            | Miami Heat              | Deron Williams^ (2)       | Utah Jazz               | Joe Johnson^                | Atlanta Hawks               |                             |
| 2010-11   | LeBron James^ (7)           | Miami Heat              | Dirk Nowitzki^ (11)       | Dallas Mavericks        | LaMarcus Aldridge^          | Portland Trail Blazers      |                             |
| 2010-11   | Kevin Durant^ (2)           | Oklahoma City Thunder   | Amar'e Stoudemire^ (5)    | New York Knicks         | Zach Randolph^              | Memphis Grizzlies           |                             |
| 2010-11   | Dwight Howard^ (5)          | Orlando Magic           | Pau Gasol^ (3)            | Los Angeles Lakers      | Al Horford^                 | Atlanta Hawks               |                             |
| 2010-11   | Kobe Bryant^ (13)           | Los Angeles Lakers      | Dwyane Wade^ (6)          | Miami Heat              | Manu Ginóbili^ (2)          | San Antonio Spurs           |                             |
| 2010-11   | Derrick Rose^               | Chicago Bulls           | Russell Westbrook^        | Oklahoma City Thunder   | Chris Paul^ (3)             | New Orleans Hornets         |                             |
| 2011-12   | LeBron James^ (8)           | Miami Heat              | Kevin Love^               | Minnesota Timberwolves  | Carmelo Anthony^ (5)        | New York Knicks             |                             |
| 2011-12   | Kevin Durant^ (3)           | Oklahoma City Thunder   | Blake Griffin^            | Los Angeles Clippers    | Dirk Nowitzki^ (12)         | Dallas Mavericks            |                             |
| 2011-12   | Dwight Howard^ (6)          | Orlando Magic           | Andrew Bynum^             | Los Angeles Lakers      | Tyson Chandler^             | New York Knicks             |                             |
| 2011-12   | Kobe Bryant^ (14)           | Los Angeles Lakers      | Tony Parker^ (2)          | San Antonio Spurs       | Dwyane Wade^ (7)            | Miami Heat                  |                             |
| 2011-12   | Chris Paul^ (4)             | Los Angeles Clippers    | Russell Westbrook^ (2)    | Oklahoma City Thunder   | Rajon Rondo^                | Boston Celtics              |                             |
| 2012-13   | LeBron James^ (9)           | Miami Heat              | Carmelo Anthony^ (6)      | New York Knicks         | Paul George^                | Indiana Pacers              |                             |
| 2012-13   | Kevin Durant^ (4)           | Oklahoma City Thunder   | Blake Griffin^ (2)        | Los Angeles Clippers    | David Lee^                  | Golden State Warriors       |                             |
| 2012-13   | Tim Duncan^ (14)            | San Antonio Spurs       | Marc Gasol^               | Memphis Grizzlies       | Dwight Howard^ (7)          | Los Angeles Lakers          |                             |
| 2012-13   | Kobe Bryant^ (15)           | Los Angeles Lakers      | Tony Parker^ (3)          | San Antonio Spurs       | Dwyane Wade^ (8)            | Miami Heat                  |                             |
| 2012-13   | Chris Paul^ (5)             | Los Angeles Clippers    | Russell Westbrook^ (3)    | Oklahoma City Thunder   | James Harden^               | Houston Rockets             |                             |
| 2013-14   | Kevin Durant^ (5)           | Oklahoma City Thunder   | Blake Griffin^ (3)        | Los Angeles Clippers    | Paul George^ (2)            | Indiana Pacers              |                             |
| 2013-14   | LeBron James^ (10)          | Miami Heat              | Kevin Love^ (2)           | Minnesota Timberwolves  | LaMarcus Aldridge^ (2)      | Portland Trail Blazers      |                             |
| 2013-14   | Joakim Noah^                | Chicago Bulls           | Dwight Howard^ (8)        | Houston Rockets         | Al Jefferson^               | Charlotte Bobcats           |                             |
| 2013-14   | James Harden^ (2)           | Houston Rockets         | Stephen Curry^            | Golden State Warriors   | Goran Dragić^               | Phoenix Suns                |                             |
| 2013-14   | Chris Paul^ (6)             | Los Angeles Clippers    | Tony Parker^ (4)          | San Antonio Spurs       | Damian Lillard^             | Portland Trail Blazers      |                             |
| 2014-15   | LeBron James^ (11)          | Cleveland Cavaliers     | LaMarcus Aldridge^ (3)    | Portland Trail Blazers  | Blake Griffin^ (4)          | Los Angeles Clippers        |                             |
| 2014-15   | Anthony Davis^              | New Orleans Pelicans    | DeMarcus Cousins^         | Sacramento Kings        | Tim Duncan^ (15)            | San Antonio Spurs           |                             |
| 2014-15   | Marc Gasol^ (2)             | Memphis Grizzlies       | Pau Gasol^ (4)            | Chicago Bulls           | DeAndre Jordan^             | Los Angeles Clippers        |                             |
| 2014-15   | James Harden^ (3)           | Houston Rockets         | Russell Westbrook^ (4)    | Oklahoma City Thunder   | Klay Thompson^              | Golden State Warriors       |                             |
| 2014-15   | Stephen Curry^ (2)          | Golden State Warriors   | Chris Paul^ (7)           | Los Angeles Clippers    | Kyrie Irving^               | Cleveland Cavaliers         |                             |

## Líders històrics
| Jugador              | Total | Primer equip | Segon equip | Tercer equip | MVP | Període   |
| -------------------- | ----- | ------------ | ----------- | ------------ | --- | --------- |
| Kobe Bryant          | 15    | 11           | 2           | 2            | 1   | 1999-2013 |
| Kareem Abdul-Jabbar* | 15    | 10           | 5           | 0            | 6   | 1970-1986 |
| Tim Duncan           | 15    | 10           | 3           | 2            | 2   | 1998-2015 |
| Karl Malone*         | 14    | 11           | 2           | 1            | 2   | 1988-2001 |
| Shaquille O'Neal     | 14    | 8            | 2           | 4            | 1   | 1994-2009 |
| Bob Cousy*           | 12    | 10           | 2           | 0            | 1   | 1952-1963 |
| Dirk Nowitzki        | 12    | 4            | 5           | 3            | 1   | 2001-2012 |
| Hakeem Olajuwon*     | 12    | 6            | 3           | 3            | 1   | 1986-1999 |
| Dolph Schayes*       | 12    | 6            | 6           | 0            | 0   | 1950-1961 |
| Jerry West*          | 12    | 10           | 2           | 0            | 0   | 1962-1973 |
| Charles Barkley*     | 11    | 5            | 5           | 1            | 1   | 1986-1996 |
| John Havlicek*       | 11    | 4            | 7           | 0            | 0   | 1964-1976 |
| Michael Jordan*      | 11    | 10           | 1           | 0            | 5   | 1985-1998 |
| Bob Pettit*          | 11    | 10           | 1           | 0            | 2   | 1955-1965 |
| LeBron James         | 11    | 9            | 2           | 0            | 4   | 2005-2015 |
| Oscar Robertson*     | 11    | 9            | 2           | 0            | 1   | 1961-1971 |
| Bill Russell*        | 11    | 3            | 8           | 0            | 5   | 1958-1968 |
| John Stockton*       | 11    | 2            | 6           | 3            | 0   | 1988-1999 |
| Elgin Baylor*        | 10    | 10           | 0           | 0            | 0   | 1959-1969 |
| Larry Bird*          | 10    | 9            | 1           | 0            | 3   | 1980-1990 |
| Wilt Chamberlain*    | 10    | 8            | 2           | 0            | 4   | 1960-1972 |
| Magic Johnson*       | 10    | 9            | 1           | 0            | 3   | 1982-1991 |
| David Robinson*      | 10    | 4            | 2           | 4            | 1   | 1990-2001 |